# Koehler Paper
Koehler Paper SE er en tysk papirproducent med hovedkvarter i Oberkirch, Baden-Württemberg. Koehler Group har ca. 2.500 ansatte og en omsætning på 1 mia. euro.
I 2021 producerede de over 500.000 tons papir og karton. Koehler Holding GmbH & Co. KG (Koehler Group) er moderselskab til virksomheden, der også har datterselskabet Koehler Renewable Energy GmbH.
I 1807 overtog Otto Koehler, en købmand fra Karlsruhe, den oberkirchiske „Papiermühle im Loh“.